# A szépség és a szörnyeteg (film, 2017)
A szépség és a szörnyeteg (eredeti cím: Beauty and the Beast) egy 2017-ben bemutatott egész estés amerikai romantikus fantasyfilm, amelyet Bill Condon rendezett, és a Walt Disney Pictures készített. A forgatókönyvet Stephen Chbosky és Evan Spiliotopoulos írta, a zenéjét Alan Menken szerezte, a producerei David Hoberman és Todd Lieberman. A film az 1991-ben bemutatott animációs film modern élőszereplős feldolgozása, mely alapjául Jeanne-Marie Leprince de Beamunt azonos című tündérmeséje szolgál. Az Amerikai Egyesült Államokban 2017. március 17-én mutatták be a mozikban, Magyarországon pedig 2017. március 23-án volt a bemutatója.

## Cselekmény
Az 1700-as évek Franciaországában egy ifjú herceget szörnyű átokkal sújtanak: egy hideg téli estén, amikor nem hajlandó befogadni egy vén koldusasszonyt a palotájába megmelegedni, az öregasszony, felfedvén valódi alakját, egy varázslatos tündérré változik, és a herceget arrogáns viselkedéséért rémséges szörnyeteggé varázsolja, a kastély lakóit pedig különböző berendezési tárgyakká. A királyság létezésének emlékét kitörli az emberek fejéből, a hercegnek pedig ultimátumot ad egy varázserejű rózsa képében: ha képes lesz tiszta szívből megszeretni valakit, és elnyerni cserébe annak a valakinek a szeretetét, mielőtt az utolsó rózsaszirom lehull, akkor megtörik az átok, ha viszont nem, akkor mindörökre szörnyeteg marad.
Évekkel később egy kicsiny francia faluban megismerkedünk Belle-lel, egy művelt, gyönyörű fiatal hölggyel, akit a falubeli emberek különcnek tartanak, nem kis részben könyvszerető természete miatt. Az egykori háborús hős, Gaston folyamatosan üldözi őt a szerelmével, de Belle rendre elutasítja őt. Belle zenedoboz-készítő apjával, Maurice-szal él együtt, aki féltően neveli lányát az édesanyja tragikus halála óta. Amikor egy nap Maurice elindul a városba, hogy eladja zenedobozait, eltéved az erdőben, és egy ősrégi, ódon kastélyban keres menedéket, ahol azonban a vár zord ura elfogja és bebörtönzi őt. Belle szintén a kastélyba érkezik az apjáért, akit meg is talál, ám a vár ura (a szörnyeteggé változott herceg) nem hajlandó elengedni őt, csak ha Belle itt marad az apja helyett fogolynak. A lány végül elfogadja az ajánlatot.
Belle megismerkedik a kastély lakóival és annak történetével. Rájön, hogy a szörny egy átok áldozata, illetve megtudja, hogy arrogáns, önző természete az édesapja szigorú nevelése miatt van, és hogy az édesanyját még kisfiúként elvesztette. Ettől fogva másképp tekint a szörnyre, és szimpatizálni kezd vele. A szörnyeteg a tündértől kapott varázslatos könyv segítségével segít kideríteni Belle-nek, hogy mi történt az édesanyjával: megtudjuk, hogy Belle gyerekkorában Párizsban élt a szüleivel, ám az édesanyja meghalt pestisben. A szörny segít feldolgozni Belle-nek a tragédiát, amely által ő maga is jobb emberré válik: ajándékoz neki egy hatalmas könyvtárat, sőt még egy romantikus vacsorára és táncra is meghívja. A szörny már biztos benne, hogy szerelmet érez Belle iránt, és a lány sem tekint rá közömbösen, ám Belle még bizonytalan az érzéseiben, amiért továbbra is fogoly a kastélyban.
Ezalatt Maurice a falubeliektől kér segítséget Belle kiszabadítására. Gaston vállalkozik rá, abban bízva, hogy így elnyerheti a lány szívét, ám amikor Maurice nem hajlandó beleegyezni, hogy a lányát Gastonhoz adja, a kegyetlen vadász kikötözi Maurice-t az erdőben és sorsára hagyja. Egy Agatha nevű falubéli megmenti Maurice-t, aki később visszatér a faluba, ott rájön, hogy Gaston már ellene hangolta a lakosságot, őrültnek nevezvén őt, amiért egy szörnyet emleget. Gaston elmegyógyintézetbe akarja záratni Maurice-t. Belle a szörnyeteg varázstükrén keresztül értesül az édesapja helyzetéről, és azonnal a faluba siet, hogy segítségére legyen. Magával viszi a tükröt is, amellyel bebizonyítja a többieknek, hogy Maurice igazat mondott a szörnyről. Gaston ráébred, hogy Belle szerelmes a szörnyetegbe, ezért meggyőzi a falubelieket, hogy a lény veszélyes rájuk és mindenképp meg kell ölni. A feldühödött lakosság így a bosszúszomjas Gastonnal az élen felfegyverkezik és elindul a kastély felé.
Mikor odaérnek, a kastély lakóinak váratlan ellentámadásába ütköznek, és megfutamodnak. Ekkor ér Belle is a kastélyba, hogy segítsen a barátainak. Gaston szembeszáll a szörnnyel, és eltökélt szándéka, hogy végezzen vele, ami majdnem sikerül is, egészen addig, míg a szörny nem értesül Belle visszatértéről. Szerelme láttán újult erőre kap, és harcba lendül a kegyetlen vadásszal, akinek végül még az életét is megkíméli. Ám Gaston pisztolyt ragad és hátulról lelövi a szörnyet, de a boltív, amelyen állt, leomlik és ő is a mélybe zuhan.  A szörnyeteg meghal, a kastély lakói pedig vele együtt elvesztik emberi tulajdonságukat, és élettelen tárgyakká válnak. A rózsa utolsó szirma lehull, épp azután, hogy Belle könnyek között elismeri a szörnyeteg iránti szerelmét. Ekkor megjelenik Agatha, aki valójában nem más, mint a tündér, aki elátkozta a herceget, és varázserejével életre kelti az ifjút, aki visszaváltozik emberré. A kastély lakói is visszanyerik eredeti alakjukat, egyúttal a királyság emléke is visszatér, így a falubéliek együtt ünnepelnek a kastély lakóival. Belle és a herceg beteljesítik szerelmüket, ahogy a palota báltermében boldogan táncolnak egymással.

## Szereplők

### Élőszereplők
| Szereplő            | Színész         | Magyar hang     |
| ------------------- | --------------- | --------------- |
| Belle               | Emma Watson     | Kardos Eszter   |
| Szörnyeteg / Herceg | Dan Stevens     | Pál Tamás       |
| Gaston              | Luke Evans      | Posta Victor    |
| Maurice             | Kevin Kline     | Hirtling István |
| Lefou               | Josh Gad        | Seder Gábor     |
| Monsieur D'Arque    | Adrian Schiller | Kapácsy Miklós  |
| Agathe              | Hattie Morahan  | Kovács Nóra     |

### Szinkronhangok
| Szereplő      | Eredeti hang    | Magyar hang        |
| ------------- | --------------- | ------------------ |
| Lumière       | Ewan McGregor   | Magyar Bálint      |
| Tik-Tak úr    | Ian McKellen    | Balázs Péter       |
| Mrs. Potts    | Emma Thompson   | Igó Éva            |
| Csembaló      | Stanley Tucci   | Vincze Gábor Péter |
| Csészike      | Nathan Mack     | Draskóczy Balázs   |
| Ruhásszekrény | Audra McDonald  | Kalocsai Zsuzsa    |
| Pamacs        | Gugu Mbatha-Raw | Erdős Borcsa       |

## Érdekességek
- Ez a 8., animációs film alapján feldolgozott élőszereplős filmváltozat a Disneytől.
- A Szörnyeteg szerepét eredetileg Ryan Goslingnak ajánlották fel, ám ő visszautasította, mert épp leszerződött a Kaliforniai álom főszerepére. Történetesen ott Emma Watson lett volna a partnere, ő viszont Belle szerepéért mondott le arról a filmről.
- A film kedvéért számos új elemet és néhány új karaktert építettek be, ilyen például a Stanley Tucci által játszott csembaló, aki az eredeti filmben nem szerepel.
- Lefou karaktere egész más a rajzfilmhez képest, különösen mert ebben a változatban homoszexuális.
- Más élőszereplős filmfeldolgozástól eltérően, a CGI szereplőket megszólaltató színészek hús-vér emberekként is feltűnnek a filmvászon, hiszen itt a legtöbb szinkronszerep az elvarázsolt kastélylakókat érinti, akik később visszaváltoznak emberekké.
- A magyar szinkron érdekessége, hogy Balázs Péter és Vincze Gábor Péter már az 1991-es változatban is szinkronizáltak, igaz, más-más szereplőket. Előbbi Lumière-t, utóbbi Gastont szólaltatta meg.
- A Gastont megszemélyesítő Luke Evans nem tudott részt venni a film promóciós turnéján, mert Budapestre kellett utaznia legújabb sorozatának forgatására, így viszont részt vett a film legelső magyar bemutatóján.
- A film több színésze dolgozott már együtt más-más produkciókban. Watson és Thompson a Harry Potterben, Evans és McKellen a A Hobbitban, valamint Stevens és Bill Condon rendező A WikiLeaks-botrány c. filmben.
- Emma Watsonnak eredetileg Hamupipőke szerepét is felajánlották a 2015-ös filmhez, de azt visszautasította, mert azt a karaktert nem találta eléggé példaértékűnek.
- A filmben 5 új eredeti betétdal hangzik el, és a régiek is kibővített formában jelennek meg. Mindegyiket az eredeti film dalszerzője, Alan Menken írta.

## Vita a filmről
Bill Condon rendező elmondása szerint a Josh Gad által játszott Lefou ebben a filmben nyíltan meleg lesz, ezzel ő az első homoszexuális figura egy Disney mesefilm történetében. „Valaki, aki egyik nap szeretne Gaston lenni, egy másik nap meg szeretné megcsókolni Gastont. Össze van zavarodva, nem tudja, mit akar. Épp csak rájön, hogy ezt érzi” – fogalmazta meg a rendező, ám hozzátette, hogy mindez nagyon finoman és áttételesen lesz feldolgozva. A hír viszont igencsak nagy port kavart a film körül. Oroszországban például be akarták tiltatni a filmet, de végül csak a korhatárát emelték meg. Malajzia viszont nyíltan felszólította a Disneyt a meleg jelenet törlésére, ám a film készítői erre nem voltak hajlandók, így az országban nem kapott vetítési engedélyt. A szingapúri egyház is kiadott egy figyelmeztetést arra vonatkozóan, hogy a szülők saját felelősségükre vigyék gyerekeiket a moziba. Egy melegellenes mozgalom 129 000 aláírást gyűjtött a film ellen, az Amerikai Családegyesület petícióját 5000-en írták alá.